# NEWSおきなわ610
NEWSおきなわ610（ニュースおきなわろくいちまる）は、2011年4月4日から2013年3月29日までNHK沖縄放送局が平日夕方に放送していたワイドニュース番組。

## 概要
前身は『ハイサイ!ニュース610』。最終アンカーだった土橋大記が山形へ転勤となったことで幕を閉じ、東京から来た三橋大樹がこの枠を担当することになったのを受け、リニューアルされたもの。
本来は2011年3月28日スタートの予定だったが、東日本大震災に伴う非常事態のため開始が1週繰り下げられ、当初はタイトルに『610』が付いていなかった。本来の放送時間になったのは、“四十九日明け”の5月23日であった。
震災関連の報道が続いたためスタジオアンカーは開始当初普通のスーツ等を着用していたが、5月に入り過去の番組同様、県の方針に従いクールビズの一環としてかりゆしウエアを着用している。

## 放送時間
沖縄県内の総合テレビ　平日 18:10-18:58.55
- 祝日と重なった場合は18:45から『NHKニュースおきなわ』を放送。
- 2011年5月20日までは18:30スタート。

## 主なコーナー
※は『ハイサイ!』からの継続。
ナマから調査隊
「ナマからハイサイ!」を改題。イベントPR、暮らしの知恵など様々な企画があるが、九州向けの中継・ビデオリポートもこの番組からこの枠での扱いとなった。
※変わろう沖縄　残そう沖縄
沖縄が抱える様々な問題を、「変えるべきもの」と「残すべきもの」という2点から検証する報道企画。
うない奮闘記
沖縄で活躍する女性に密着し、その生き様に迫る。
※アイランドeye
普段なかなかニュースで取り上げることが少ない県内の小さな離島の話題を紹介するコーナー。
※ぼくの絵わたしの絵
この企画は全国で教育の一環として行われているが、そのうち沖縄県分の作品について紹介している。放送で紹介した作品は翌週放送局で展示。
金曜スポーツコーナー
この番組から新設。沖縄県関係のスポーツの話題を取り上げる。その週のメインでない女性キャスターが担当。
『テンペスト』関連企画
2011年にBSプレミアムで放送のドラマ『テンペスト』が沖縄県を舞台とし、主演の仲間由紀恵を始め県人俳優も出演していることから、期間限定で出演者らへのインタビューを放送。前述の“うない奮闘記”も派生企画である。

## 出演者

### スタジオ
- 三橋大樹（NHKアナウンサー）
- 屋良歩（『ハイサイ!』からの続投）
- 西田朱里
屋良と西田は隔週交替でアンカー・スポーツ担当の役割を入れ替え。

### ナマから調査隊員
主にほかの女性キャスターが担当する。
- 竹中知華（主に九州向けリポート）
- 伊敷聡子
- 小橋川結子
- 山田真理子
- 栗原望